# Anthidium anguliventre
Anthidium anguliventre är en biart som beskrevs av Morawitz 1888. Anthidium anguliventre ingår i släktet ullbin, och familjen buksamlarbin. Inga underarter finns listade i Catalogue of Life.